# Aplogompha frena
Aplogompha frena là một loài bướm đêm trong họ Geometridae.